# TVS (China)
TVS is een Chinese televisiemaatschappij in de provincie Guangdong. De televisiezenders van TVS waren vroeger van Guangdong kabeltelevisie 广东有线广播电视台 en Guangzhou commerciële economie televisie 广州商业经济电视台. Het bedrijf is gevestigd in Kanton. Zijn zusterbedrijf is Guangdong TV. De twee bedrijven staan onder de naam Southern Media Corporation (SMC). TVS heeft zeven televisiezenders die allemaal het Standaardkantonees als voertaal gebruiken. Het Standaardmandarijn wordt maar weinig gebruikt.

## Geschiedenis
TVS is op 1 juli 2001 opgericht.

## Televisiezenders
- TVS1 economisch nieuwskanaal
- TVS2 stadskanaal
- TVS3 entertainmentkanaal
- TVS4 filmkanaal
- TVS5 nieuwskanaal voor Kanton
- TVS6 kinderkanaal
- TVS-★ satellietkanaal 南方电视台卫星频道

## Televisieprogramma's
- Tsuun Man Fôong Hing Song 全民放轻松
- Toow Sie Siew Hauw Choow 都市笑口组
- IN Yat P'aai IN一派
- Sing Sie Tak Sauw 城事特搜
- Tsiew Lauw Kaa K'eej 潮流假期
- Yuut Tseung Yuut Hoow Waan 粤唱粤好玩